# Bun B
Bernard Freeman (Port Arthur, Texas; 19 de marzo de 1973), más conocido como Bun B, es un rapero afroamericano que formaba, junto a Pimp C, el grupo de southern rap UGK, de Port Arthur, Texas. Ahora, Bun reside en Houston, donde es miembro de Rap-A-Lot Records, un notable sello de hip hop underground. Bun B también se apoda a sí mismo "King Of The Trill", además de representar a Port Arthur.

## Biografía
En 1987 Freeman se uniría a Chad "Pimp C" Butler y formar un dúo de rap que se pasaría a llamar Underground Kingz. Apoyados por una productora independiente (hasta ficharon por Jive Records) se convirtieron en los pioneros del rap en Houston.
En 2000, Bun B formó por su cuenta Mddl Fngz, pero UGK seguía siendo prioritario. La marcha se detuvo en 2001, cuando Pimp C fue sentenciado a 8 años en prisión acusado de atacar con una pistola.
Con la aparición de Houston en la escena hip hop en 2005, Bun ha hecho colaboraciones con numerosos raperos de la ciudad, como con Slim Thug en '3 Kings', además de con gente de la zona sur como con T.I., con Paul Wall y Mike Jones en 'They Don't Know', con Webbie en 'Gimme That', con Ying Yang Twins en '23-Hr Lockdown', con Lil' Kim en 'We Don't Give A Fuck', con Beanie Sigel en 'Purple Rain' o con Beyoncé en el remix del sencillo Check On It. Además de que UGK (Bun B & Pimp C) aparecieron en el sencillo de Jay-Z, "Big Pimpin'".
Desde la encarcelación de Pimp C, Bun reclamaba "Free Pimp C" o "Free The Pimp" en cada canción, o, sino, palabras que tuvieran por objetivo llamar la atención para que pusieran en libertad a su socio. Bun B sacó adelante su carrera en solitario, publicando el mixtape Legends y su álbum de debut, Trill, en 2005. Grabando canciones en colaboración con otros artistas como T.I., Lil' Keke y Paul Wall. En ese año Pimp C es liberado de la cárcel de Texas y se vuelve a unir con Bun B.
Tras la liberación de Pimp C y el debut en solitario de ambos volvieron a sacar un disco de UGK llamado Underground Kingz el cual llegó a la primera posición en los Estados Unidos, convirtiéndose así en su álbum de más éxito.
El 4 de diciembre de 2007 su socio (y amigo) Pimp C muere a la edad de 33 años en Los Ángeles, California, de circunstancias extrañas.
Tras la muerte de Pimp, Bun, decide sacar otro álbum en solitario llamado Trill II que contiene éxitos como "That's Gangsta" con Sean Kingston. El álbum llegó a la posición 2# en la lista de los Estados Unidos, siendo así el mayor éxito de Bun B en solitario. Muchas de las canciones del disco están dedicadas a Pimp C.
Ya en el verano del 2010 Freeman lanzó al mercado se tercer álbum en solitario bajo el nombre de Trill OG. El álbum llegó la cuarta posición en la lista Billboard. Sin embargo su mayor éxito llegó por parte de la crítica que alabaron el LP de forma excepcional, especialmente "The Source" que le concedió su máxima calificación.
A finales de 2013 Fremman sacó al mercado su cuarto álbum en solitario, el cual contaría con la colaboración de gente como 2 Chainz, Rick Ross o Lil' Boosie. El título del mismo fue Trill OG: The Epilogue. No fue tan exitoso como sus predecesores y solo un sencillo salió del álbum. Para 2014 anunció un tour por los pueblos del sur, el nombre del mismo es "The Trillest Tour".

## Discografía

### En solitario
| Año  | Título | Posición | Posición | Posición | RIAA certification |
| Año  | Título | U.S.     | U.S. R&B | U.S. Rap | RIAA certification |
| ---- | --- | -------- | -------- | -------- | ------------------ |
| 2005 | Trill - Lanzado: 18 de octubre - Productora: Rap-A-Lot - Formato: CD, descarga digital                            | 6        | 1        | 1        | Oro                |
| 2008 | II Trill - Lanzado: 20 de mayo - Podructora: Rap-A-Lot - Formato: CD, descarga digital                            | 2        | 1        | 1        | —                  |
| 2010 | Trill O.G. - Lanzado: 3 de agosto de 2010 - Productora: Rap-A-Lot - Formato: CD, digital download                 | 4        | 2        | 2        | —                  |
| 2013 | Trill OG: The Epilogue - Lanzado: 11 de noviembre de 2013 - Productora: Rap-A-Lot - Formato: CD, digital download | 30       | 6        | 3        | —                  |

### Mixtapes
| Título                                                                 | Detalles del álbum                                                    |
| ---------------------------------------------------------------------- | --------------------------------------------------------------------- |
| King of the Trill                                                      | - Lanzado: 2005 - Productora: UGK Records - Formato: Descarga digital |
| Legends (con Mddl Fngz)                                                | - Lanzado: 2005 - Productora: UGK Records - Formato: Descarga digital |
| Whut It Dew (Vol. 2) (con Rapid Ric & Killa Kyleon)                    | - Lanzado: 2005 - Productora: UGK Records - Formato: Descarga digital |
| Gangsta Grillz: The Legends Series (Vol. 1) (con DJ Drama & Mddl Fngz) | - Lanzado: 2006 - Productora: UGK Records - Formato: Descarga digital |
| Texas Legends (con K-Sam)                                              | - Lanzado: 2006 - Productora: UGK Records - Formato: Descarga digital |
| Bun House (con DJ Rell)                                                | - Lanzado: 2008 - Productora: UGK Records - Formato: Descarga digital |
| No Mixtape                                                             | - Lanzado: 2010 - Productora: UGK Records - Formato: Descarga digital |

### Con UGK
| Year | Álbum               | US 200 | U.S. R&B |
| ---- | ------------------- | ------ | -------- |
| 1992 | Too Hard to Swallow | –      | 37       |
| 1994 | Super Tight         | 95     | 9        |
| 1996 | Ridin' Dirty        | 15     | 2        |
| 2001 | Dirty Money         | 18     | 2        |
| 2002 | Side Hustles        | 70     | 10       |
| 2007 | Underground Kingz   | 1      | 1        |
| 2009 | UGK 4 Life          | 6      | 2        |

## Sencillos

### Propios
| Año  | Canción                                                           | Posición     | Posición | Posición | Álbum                     |
| Año  | Canción                                                           | U.S. Hot 100 | U.S. R&B | U.S. Rap | Álbum                     |
| ---- | ----------------------------------------------------------------- | ------------ | -------- | -------- | ------------------------- |
| 2005 | "Draped Up" (feat. Lil' Keke)                                     | —            | 45       | —        | Trill                     |
| 2006 | "Git It" (feat. Ying Yang Twins)                                  | 101          | 109      | 22       | Trill/U.S.A. Still United |
| 2006 | "Get Throwed" (feat. Jay-Z, Pimp C, Z-Ro & Young Jeezy)           | —            | 49       | 24       | Trill                     |
| 2008 | "That's Gangsta" (feat. Sean Kingston)                            | 122          | 45       | 16       | II Trill                  |
| 2008 | "You're Everything" (feat. Rick Ross, David Banner & 8Ball & MJG) | —            | 59       | —        | II Trill                  |
| 2008 | "Damn I'm Cold" (feat. Lil' Wayne)                                | —            | 86       | —        | II Trill                  |
| 2010 | "Countin' Money" (feat. Yo Gotti & Gucci Mane)                    | —            | —        | —        | Trill OG                  |
| 2010 | "Trillionaire" (feat. T-Pain)                                     | —            | 77       | —        | Trill OG                  |
| 2010 | "Just Like That" (feat. Young Jeezy)                              | —            | —        | —        | Trill OG                  |
| 2010 | "Ridin' Slow" (feat. Slim Thug & Play-N-Skillz)                   | —            | —        | —        | Trill OG                  |
| 2010 | "Put It Down" (feat. Drake)                                       | —            | 81       | —        | Trill OG                  |
| 2013 | "Fire" (feat. Rick Ross, 2 Chainz & Serani)                       | —            | 45       | —        | Trill OG: The Epilogue    |

### Colaboraciones
| Año  | Canción                                                                                   | Posición     | Posición | Posición | Posición   | Álbum                             |
| Año  | Canción                                                                                   | U.S. Hot 100 | U.S. R&B | U.S. Rap | U.S. Rhyth | Álbum                             |
| ---- | ----------------------------------------------------------------------------------------- | ------------ | -------- | -------- | ---------- | --------------------------------- |
| 2002 | "Rep Yo City" (E-40 feat. Petey Pablo, Bun B, 8 Ball & MJG & Lil Jon & the Eastside Boyz) | —            | 73       | —        | —          | Grit & Grind                      |
| 2005 | "I's A Playa" (Pimp C feat. Bun B, Twista, & Z-Ro)                                        | —            | 105      | —        | —          | Sweet James Jones Stories         |
| 2005 | "3 Kings" (Slim Thug feat. T.I. & Bun B)                                                  | —            | 48       | 23       | —          | Already Platinum                  |
| 2005 | "They Don't Know" (Paul Wall feat. Mike Jones & Bun B)                                    | —            | 71       | —        | —          | The Peoples Champ                 |
| 2005 | "Give Me That" (Webbie feat. Bun B)                                                       | 29           | 8        | 4        | 11         | Savage Life                       |
| 2005 | "Trap Or Die" (Young Jeezy feat. Bun B)                                                   | —            | 77       | —        | —          | Let's Get It: Thug Motivation 101 |
| 2005 | "Gangsta Party" (Yo Gotti feat. 8Ball & MJG & Bun B)                                      | —            | 80       | —        | —          | Back 2 da Basics                  |
| 2005 | "Check on It" (Beyoncé feat. Slim Thug & Bun B)A                                          | 1            | 3        | 3        | —          | B'Day                             |
| 2005 | "I Ain't Heard of That" (Slim Thug feat. Pharrell & Bun B)                                | —            | 34       | 25       | —          | Already Platinum                  |
| 2006 | "What You Gonna Do" (Natalie feat. Bun B)                                                 | —            | —        | —        | 28         | Everything New                    |
| 2006 | "Sister" (The Scoundrels feat. Bun B)                                                     | —            | 14       | —        | —          | 4-Ever Gullie                     |
| 2006 | "Pourin' Up" (Pimp C feat. Mike Jones & Bun B)                                            | —            | 103      | —        | —          | Pimpalation                       |
| 2006 | "Can't Stop the Reign 2006" (DJ Kayslay feat. Shaquille O'Neal, Bun B & Papoose)          | —            | 106      | —        | —          | The Champions: North Meets South  |
| 2007 | "My 64" (Mike Jones feat. Snoop Dogg and Bun B)                                           | 101          | 53       | 22       | 36         | The American Dream                |
| 2007 | "Down in tha Dirty" (Ludacris feat. Rick Ross & Bun B)                                    | —            | 110      | —        | —          | Strength in Numbers               |
| 2007 | "I'm A G" (Yung Joc feat. Young Dro & Bun B)                                              | —            | 110      | —        | —          | Hustlenomics                      |
| 2009 | "24's" (Richgirl feat. Bun B)                                                             | —            | 65       | —        | —          | RichGirl                          |
| 2009 | "Trouble" (Ginuwine featuring Bun B)                                                      | —            | 63       | —        | —          | A Man's Thoughts                  |
| 2009 | "My Swagg" (Lil' Issue featuring Bun B)                                                   | —            | —        | —        | —          | Single                            |
| 2009 | "I'll Do It 2 Ya" (E Smith featuring Bun B)                                               | —            | —        | —        | —          | None                              |
| 2009 | "City Lights" (Method Man & Redman featuring Bun B)                                       | —            | —        | —        | —          | Blackout! 2                       |
| 2009 | "Do You Wanna Ride" (J Kapone featuring Bun B)                                            | —            | —        | —        | —          | Hustle Hard                       |
| 2010 | "Can't Crush My Cool" (Juice feat. Bun B)                                                 | —            | —        | —        | —          | American Me                       |
| 2010 | "Ride Til I Die" (Young Tyson feat. Bun B)                                                | —            | —        | —        | —          | Unkwon                            |
| 2010 | "Good Weather Music" (T-Hud feat. Pimp C, Bun B & Static Major)                           | —            | —        | —        | —          | None                              |
| 2010 | "Strangers (Paranoid)" (Talib Kweli & Hi-Tek feat. Bun B)                                 | —            | —        | —        | —          | Revolutions per Minute            |
| 2010 | "Oil Money" (Freddie Gibbs feat. Chuck Inglish, Chip tha Ripper, Bun B & Dan Auerbach)    | —            | —        | —        | —          | Str8 Killa                        |
| 2010 | "Clokin' Lotsa Dollaz" (GLC feat. Bun B & Sir Mix-a-Lot)                                  | —            | —        | —        | —          | Revolutions per Minute            |
| 2010 | "Been About Bread" (Big Boss E feat. Slim Thug & Bun B)                                   | —            | —        | —        | —          | Single                            |
| 2010 | "What Up?" (Pimp C feat. Drake & Bun B)                                                   | —            | —        | —        | —          | The Naked Soul of Sweet Jones     |
| 2011 | "Race Against Time" (Statik Selektah & Termanology feat. Bun B & Josh Xantus)             | —            | —        | —        | —          | Unknow                            |
| 2011 | "100 MPH" (Outlawz feat. Bun B & Lloyd)                                                   | —            | —        | —        | —          | Perfect Timing                    |
| 2011 | "Country Shit (Remix)" (Big K.R.I.T. feat. Ludacris & Bun B)                              | —            | 50       | 23       | —          | Return of 4Eva                    |
| 2011 | "On The Corner" (Smoke DZA feat. Bun B & Big K.R.I.T.)                                    | —            | —        | —        | —          | Rolling Stoned                    |
| 2011 | "Pour it Up" (Kidz in the Hall feat. David Banner & Bun B)                                | —            | —        | —        | —          | Occasion                          |
| 2011 | "Parked Outside" (Jackie Chan feat. Bun B & Big K.R.I.T.)                                 | —            | —        | —        | —          | Single                            |
| 2011 | "Money Is My Wife" (Urban Mystic featuring Bun B, Jadakiss & Styles P)                    | —            | —        | —        | —          | Love Intervention                 |
| 2012 | "Big Beast" (Killer Mike feat. Bun B, T.I. & Trouble)                                     | —            | —        | —        | —          | R.A.P. Music                      |
| 2012 | "I'm Comin' Down" (Yung Texxus & Tek Neek feat. Bun B)                                    | —            | —        | —        | —          | None                              |
| 2012 | "Problems" (Marcus Manchild featuring Bun B)                                              | —            | —        | —        | —          | Space Jamz 2                      |
| 2012 | "Happy Days" (Statik Selektah & Termanology feat. Mac Miller, Bun B & Shawn Stockman)     | —            | —        | —        | —          | 2012                              |
| 2012 | "Boom Shakalaka" (Chip tha Ripper featuring Bun B)                                        | —            | —        | —        | —          | Tell Ya Friends                   |
| 2012 | "I'm from Texas" (Trae Tha Truth feat. Paul Wall, Z-Ro, Slim Thug, Bun B & Kirko Bangz)   | —            | —        | —        | —          | The Blackprint                    |
| 2012 | "Cassette Deck" (DJ Scream feat. Rick Ross, Slim Thug & Bun B)                            | —            | —        | —        | —          | Long Live the Hustle              |

### Apariciones
| Título                               | Año  | Otros artista(s) | Álbum                                              |
| ------------------------------------ | ---- | --- | -------------------------------------------------- |
| "7 Executioners"                     | 1993 | Born 2wice | U Have The Right 2 Remain Violent                  |
| "Bag of Indo"                        | 1994 | PxMxWx, Mannie Fresh | High Life                                          |
| "Life Has No Meaning"                | 1995 | Kilo G | The Bloody City                                    |
| "Rollin' Thru Ya Hoody"              | 1995 | Cōz | King Of Kali                                       |
| "Retaliation"                        | 1997 | Juvenile, B.G., Ms. Tee | Chopper City & It's All On U                       |
| "I'm Com'n"                          | 1997 | Hot Boys | Get It How U Live!                                 |
| "Bout 2 Go Down"                     | 1997 | CC Waterbound | Critical Condition                                 |
| "Blowin' Treez"                      | 1998 | Ace Deuce | 1 Luv                                              |
| " Ballin'"                           | 1998 | Big Tymers | How You Luv That & How You Luv That Vol. 2         |
| "Playboy (Don't Hate Me)"            | 1998 | Big Tymers, Lil' Wayne | How You Luv That & How You Luv That Vol. 2         |
| "As the World Turns"                 | 2000 | 50 Cent | Power of the Dollar & Guess Who's Back?            |
| "If It Was Meant To Be"              | 2000 | C-Note Godfather | Third Coast Born 2000                              |
| "Here They Come"                     | 2000 | Botany Boyz | Forever Botany                                     |
| "Mr. Playa"                          | 2000 | Point Blank, Icelord, Levi Rasta | Bad Newz Travels Fast                              |
| "Holla If U Want It"                 | 2000 | Stony Deville | Ackin' Badd                                        |
| "Look Into Our Eyes"                 | 2001 | D-Gotti, Noke D, Dirty $ | Da Wreckshop Family: Ack'n A Azz                   |
| "Diamonds"                           | 2002 | Lil' Jon and the East Side Boyz, 8Ball & MJG | Put Yo Hood Up                                     |
| "Chicken Fried Steak"                | 2002 | Tow Down, Slim Thug, Big Hawk | Chicken Fried Steak                                |
| "Re-Akshon" (Remix)                  | 2003 | Killer Mike, T.I., Bone Crusher | Monster                                            |
| "Bitch Nigga"                        | 2003 | Scarface, Dirt Bomb, Z-Ro | Balls and My Word                                  |
| "Gots to Go"                         | 2003 | David Banner, Devin the Dude | MTA2: Baptized in Dirty Water                      |
| "Beware"                             | 2003 | Trae, Z-Ro | Losing Composure                                   |
| "Bezzle"                             | 2003 | T.I., 8Ball & MJG | Trap Muzik                                         |
| "Southern Boy"                       | 2003 | Big Tymers, Lil' Wayne | Big Money Heavyweight                              |
| "Dat's What Dat Is"                  | 2004 | Paul Wall, Killer Mike, Big Hawk | Chick Magnet                                       |
| "Drama"                              | 2004 | DJ Kay Slay, Lil' Jon, David Banner, Baby D | The Streetsweeper, Vol. 2                          |
| "Game Over (Flip)" (Remix)           | 2004 | Lil' Flip, Young Buck | Single                                             |
| "The Streets"                        | 2004 | 8Ball & MJG | Living Legends                                     |
| "Don't Fake"                         | 2004 | Trae Tha Truth, Devin the Dude | Same Thing Different Day                           |
| "In My Cadillac"                     | 2004 | E.S.G., Slim Thug | All American Gangsta                               |
| "Dirty"                              | 2004 | Pitbull | M.I.A.M.I.                                         |
| "End of the Road"                    | 2004 | Jim Jones, T.I. | On My Way to Church                                |
| "Grand Finale"                       | 2004 | Lil Jon & the East Side Boyz, Jadakiss, Nas, T.I., Ice Cube | Crunk Juice                                        |
| "We Do"                              | 2004 | Chingy | Powerballin'                                       |
| "Know What I'm Saying"               | 2005 | Mike Jones, Lil' Keke | Who Is Mike Jones?                                 |
| "Where The Stuff At "                | 2005 | Capone, C-Murder | Pain, Time & Glory                                 |
| "Big Ballin'"                        | 2005 | Outlawz, Stormey | Outlaw 4 Life: 2005 A.P.                           |
| "Black Tee"                          | 2005 | Gucci Mane, Lil' Scrappy, Young Jeezy, Killer Mike, Jody Breeze | Trap House                                         |
| "Ghetto Life"                        | 2005 | Birdman, Six Shot | Fast Money                                         |
| "I Ain't Heard of That" (Remix)      | 2005 | Slim Thug, Pharrell | Already Platinum                                   |
| "Trap or Die"                        | 2005 | Young Jeezy | Let's Get It: Thug Motivation 101                  |
| "23 Hr. Lock Down"                   | 2005 | Ying Yang Twins | U.S.A. (United State of Atlanta)                   |
| "Purple Rain"                        | 2005 | Beanie Sigel | The B. Coming                                      |
| "They Don't Know" (Remix)            | 2005 | Paul Wall, Lil Keke, Slim Thug, Big Hawk, Trae Tha Truth | Single                                             |
| "Thug in the Club"                   | 2005 | Young Buck, Smoov Jizzel | T.I.P.                                             |
| "Purse First"                        | 2005 | Young Buck, Firstborn | T.I.P.                                             |
| "Take Your"                          | 2005 | David Banner, Too Short, Jazze Pha | Certified                                          |
| "Trill"                              | 2005 | Paul Wall, B.G. | The Peoples Champ                                  |
| "We Don't Give a Fuck"               | 2005 | Lil' Kim, Twista | The Naked Truth                                    |
| "No Snitchin In'"                    | 2005 | Chamillionaire | The Sound of Revenge                               |
| "Picture Perfect"                    | 2005 | Chamillionaire | The Sound of Revenge                               |
| "My Music"                           | 2006 | Dem Franchize Boyz | On Top of Our Game                                 |
| "Don't Be a Bitch"                   | 2006 | Busta Rhymes | The Crown                                          |
| "Uptown Bounce"                      | 2006 | Labba | The Crown                                          |
| "Rock Like That"                     | 2006 | Juvenile | Reality Check                                      |
| "Rock Bottom"                        | 2006 | Pitbull, Cubo | El Mariel                                          |
| "Goldmouf" (Remix)                   | 2006 | Ghetto Life, Juvenile | The Untold Truth                                   |
| "Platinum Starz"                     | 2006 | Scarface, Lil' Flip, Chamillionaire | My Homies Part 2                                   |
| "What It Do"                         | 2006 | Scarface, Yukmouth, E-Rock | My Homies Part 2                                   |
| "She Say She Loves Me"               | 2006 | E-40, 8Ball |                                                    |
| "Push It" (Remix)                    | 2006 | Rick Ross, Jadakiss, Styles P, Game | Single                                             |
| "Gangsta Shit"                       | 2006 | DJ Khaled, Young Jeezy, Slick Pulla, Blood Raw | Listennn... the Album                              |
| "So Gangsta"                         | 2006 | Trae Tha Truth | Restless                                           |
| "Rock 4 Rock"                        | 2006 | Pimp C, Scarface, Willie D | Pimpalation                                        |
| "Tear the Club Up"                   | 2006 | LeToya Luckett, Jazze Pha | LeToya                                             |
| "I'm Real"                           | 2006 | 8Ball & MJG, Slim Thug | Tennessee Pimpin                                   |
| "16 Hoes"                            | 2006 | Too Short, Jazze Pha | Blow the Whistle                                   |
| "Murda Murda"                        | 2006 | Lil Scrappy | Expect the Unexpected                              |
| "Remember Me"                        | 2006 | Z-Ro, P.O.P. | I'm Still Livin'                                   |
| "It's Okay (One Blood)" (Remix)      | 2006 | Game, Jim Jones, Snoop Dogg, Nas, T.I., Fat Joe, Lil' Wayne, N.O.R.E., Jadakiss, Styles P, Fabolous, Juelz Santana, Rick Ross, Twista, Kurupt, Daz Dillinger, WC, E-40, Chamillionaire, Slim Thug, Young Dro, Clipse, Ja Rule | Doctor's Advocate                                  |
| "Lil' Girl Gone"                     | 2007 | Devin the Dude, Lil Wayne | Waitin' to Inhale                                  |
| "Say to My Face"                     | 2007 | Young Buck, 8Ball & MJG | Buck The World                                     |
| "They Don't Wanna Play"              | 2007 | Mims, Bad Seed | Music Is My Savior                                 |
| "My 6-4"                             | 2007 | Game, Snoop Dogg | You Know What It Is Vol. 4 Murda Game              |
| "Go Getta" (Remix)                   | 2007 | Young Jeezy, R. Kelly, Jadakiss | Young Jeezy Presents USDA: Cold Summer             |
| "Hit Em Up"                          | 2007 | DJ Khaled, Paul Wall | We the Best                                        |
| "Fly Boy"                            | 2007 | Planet Asia | Jewelry Box Sessions: The Album                    |
| "I See Ya"                           | 2007 | Grafh | Autografh                                          |
| "I Told Ya"                          | 2007 | Ali & Gipp, Cee-Lo Green | Kinfolk                                            |
| "I'm a G"                            | 2007 | Yung Joc, Young Dro | Hustlenomics                                       |
| "Pimp Mode"                          | 2007 | Chamillionaire | Ultimate Victory                                   |
| "Wont Let You Down" (Remix)          | 2007 | Chamillioniare, Slim Thug, Lil Keke, Mike Jones, Trae Tha Truth, Paul Wall, Pimp C, Z-Ro | None                                               |
| "Jaw Jackin'"                        | 2008 | V.I.C. | Beast                                              |
| "Final Warning"                      | 2008 | DJ Khaled, Rock City, Blood Raw, Ace Hood, Brisco, Bali, Lil' Scrappy, Shawty Lo | We Global                                          |
| "How We Rock"                        | 2008 | Termanology | Politics As Usual                                  |
| "Like Ohh, Like Ohh" (Remix)         | 2008 | Grafh, Jim Jones, Jadakiss, Prinz | The Oracle 2                                       |
| "The Recipe"                         | 2008 | E-40, Gucci Mane | The Ball Street Journal                            |
| "Forgot About Me"                    | 2008 | Scarface, Lil Wayne | Emeritus                                           |
| "I Am The Man"                       | 2008 | B.o.B, OJ da Juiceman | B.o.B vs Bobby Ray                                 |
| "Salute"                             | 2009 | Juice | Position of Power                                  |
| "Welcome to Houston"                 | 2009 | Slim Thug, Chamillionaire, Mike Jones, Paul Wall, Yung Redd, Lil' Keke, Z-Ro, Mike D, Big Pokey, Rob G, Trae Tha Truth, Lil' O, Pimp C                                                                                        | Boss of All Bosses                                 |
| "Cook Up"                            | 2009 | Currensy, Dee Low | This Ain't No Mixtape                              |
| "Pimpin' Ain't Easy"                 | 2009 | DJ Drama, La the Darkman, Styles P, Jovan Dais | Gangsta Grillz: The Album (Vol. 2)                 |
| "Gangsta Shit"                       | 2009 | Soul Assassins, M1 | Soul Assassins: Intermission                       |
| "Better Believe It" (Remix)          | 2009 | Lil' Boosie, Trae Tha Truth, Yo Gotti, Foxx | None                                               |
| "Choose Your Side"                   | 2009 | La Coka Nostra | A Brand You Can Trust                              |
| "Niggaz Down South" (Remix)          | 2009 | Killer Mike, T.I. | Underground Atlanta                                |
| "Used to Matter"                     | 2009 | Raekwon | Only Built 4 Cuban Linx… Pt. II                    |
| "Uptown"                             | 2009 | Drake, Lil Wayne | So Far Gone - EP                                   |
| "Meet the Legends"                   | 2009 | Tommy Tee, Supa Sayed | Studio Time                                        |
| "One Mo' Gin"                        | 2009 | Play-N-Skillz, Krayzie Bone, Lil Jon | Recession Proof                                    |
| "Break It Down"                      | 2009 | Triple C's | Custom Cars & Cycles                               |
| "Mirror's Edge"                      | 2009 | Mike Posner, GLC, XV | One Foot Out the Door                              |
| "911"                                | 2009 | Shawty Lo, Lyfe Jennings, Rick Ross | Fright Night                                       |
| "Mo Milly"                           | 2009 | Birdman, Drake | Priceless                                          |
| "Kush Is My Cologne"                 | 2009 | Gucci Mane, Devin the Dude, E-40 | The State vs. Radric Davis                         |
| "Like Me"                            | 2009 | Lloyd | Like Me: The Young Goldie EP                       |
| "Where the Hoes At"                  | 2010 | OJ Da Juiceman, | O.R.A.N.G.E.                                       |
| "Layed Out"                          | 2010 | DJ Kay Slay, Twista, Papoose, Dorrough, Young Chris, Jay Rock | More Than Just a DJ                                |
| "Hustle Game"                        | 2010 | DJ Kay Slay, Webbie, Lil Boosie, Nicole Wray | More Than Just a DJ                                |
| "Heard of Us" (Remix)                | 2010 | DJ Kay Slay, Jadakiss, Sheek Louch, Styles P, Papoose, Lloyd Banks, Tony Yayo, Ray J | More Than Just a DJ                                |
| "Rockin' All My Chains On"           | 2010 | DJ Khaled, Birdman, Soulja Boy | Victory                                            |
| "Laid the Fuck Out"                  | 2010 | Papoose, Twista | Papoose Season                                     |
| "I Don't Give It Fuck"               | 2010 | 8Ball & MJG | Ten Toes Down                                      |
| "My Tool"                            | 2010 | Young Jeezy, Birdman | Trap or Die (Part 2): By Any Means Necessary       |
| "Trap or Die 2"                      | 2010 | Young Jeezy | Trap or Die (Part 2): By Any Means Necessary       |
| "Miss Me" (OG Mix)                   | 2010 | Drake | None                                               |
| "Bring the Goons Out" (Remix)        | 2010 | Grafh, Jim Jones, Red Café, Maino, Cassidy | From the Bottom                                    |
| "Shine Blockas" (Remix)              | 2010 | Big Boi, Gucci Mane, Project Pat | Sir Lucious Left Foot: The Son of Chico Dusty      |
| "All I Do Is Win" (Remix)            | 2010 | Young Cash, Yo Gotti, Gudda Gudda, Ice Berg, 2 Chainz, T-Pain, Field Mob | Fed Bound                                          |
| "Im'ma Get It"                       | 2010 | Paul Wall, Kid Sister | Heart of a Champion                                |
| "Rock Bottom"                        | 2010 | Freddie Gibbs | Str8 Killa                                         |
| "Get in My Car"                      | 2010 | Usher | Raymond v. Raymond & Versus                        |
| "Little Friend"                      | 2010 | Gucci Mane | The Appeal: Georgia's Most Wanted                  |
| "Dickies"                            | 2010 | Pimp C, Young Jeezy | The Naked Soul of Sweet Jones                      |
| "Go 2 War"                           | 2010 | Pimp C, J-Dawg | The Naked Soul of Sweet Jones                      |
| "Get Big" (Remix)                    | 2010 | Dorrough, Diddy, Yo Gotti, Diamond, Shawty Lo, Maino, DJ Drama | Single                                             |
| "Money & Sex"                        | 2010 | Big Sean | Finally Famous Vol. 3: Big                         |
| "Good to Go"                         | 2010 | Yelawolf | Trunk Muzik 0-60                                   |
| "Pronto" (G-Mix)                     | 2010 | Snoop Dogg, Soulja Boy | More Malice                                        |
| "Lite 1 Witcha Boi"                  | 2010 | Redman, Method Man | Reggie                                             |
| "Ceritfied D-Boy"                    | 2011 | La the Darkman | Embassy Invasion                                   |
| "Favorite DJ" (Remix)                | 2011 | Game, Clinton Sparks, Jim Jones | Purp & Patron                                      |
| "Pimps"                              | 2011 | 2 Chainz, Big K.R.I.T. | Codeine Cowboys                                    |
| "Raw Shit"                           | 2011 | Travis Barker, Tech N9ne | Give the Drummer Some                              |
| "Just Chill"                         | 2011 | Travis Barker, Beanie Sigel, Kobe | Give the Drummer Some                              |
| "That Candy Paint"                   | 2011 | E-40, Slim Thug | Revenue Retrievin': Graveyard Shift                |
| "Across the Map"                     | 2011 | DJ Quick, Bizzy Bone | The Book of David                                  |
| "Full Time Grind"                    | 2011 | Monta Ellis, Redboi | Single                                             |
| "Weight of the World"                | 2011 | Grafh | Classic's                                          |
| "Say It" (Remix)                     | 2011 | Termanology, Joell Ortiz, Saigón, Freeway | Cameo King II                                      |
| "Happiness Before Riches"            | 2011 | GLC, BJ the Chicago Kid | Fellow of the Ism                                  |
| "Show It on Ya Face"                 | 2011 | Kevin Pistol, Young J.R. | Single                                             |
| "Devoted"                            | 2011 | Masspike Miles | The Road Less Traveled EP                          |
| "Feel Me"                            | 2011 | Smif-n-Wessun, Pete Rock, RRock | Monumental                                         |
| "Grippin on the Wood"                | 2011 | Pimp C, Big K.R.I.T. | Still Pimping                                      |
| "What U Workin Wit"                  | 2011 | Pimp C, Slim Thug | Still Pimping                                      |
| "Hold Up"                            | 2011 | Pimp C, Paul Wall | Still Pimping                                      |
| "Gorillaz"                           | 2011 | Pimp C, Da Underdawgz | Still Pimping                                      |
| "Never Fuck Without a Rubber"        | 2011 | Webbie, Lil Phat | Savage Stories                                     |
| "Outro"                              | 2011 | Lil' Wayne, Nas, Shyne, Busta Rhymes | Tha Carter IV                                      |
| "Bodies Hit the Floor"               | 2011 | Killa Kyleon | Candy Paint 'N' Texas Plates 2                     |
| "ZRo & Bun"                          | 2011 | Z-Ro | Meth                                               |
| "Never a Dull Moment"                | 2011 | Statik Selektah, Action Bronson, Termanology | Population Control                                 |
| "Rocket Man"                         | 2011 | Mike Posner | The Layover                                        |
| "5 On The Kush"                      | 2011 | B.o.B, Big K.R.I.T. | E.P.I.C. (Every Play Is Crucial)                   |
| "On the Corner"                      | 2011 | Jet Life, Smoke DZA, Big K.R.I.T. | Jet World Order                                    |
| "Mothership"                         | 2011 | Les | Settle 4 Les Vol. 2                                |
| "Bus Stallions"                      | 2011 | Dre Day, Killa Kyleon | My Theme Music                                     |
| "Say I Won't" (Remix)                | 2011 | Chamillionaire | Dangerous Minds                                    |
| "Creepin'"                           | 2011 | Slim Thug, Paul Wall | Houston                                            |
| "I'm Real You Fake"                  | 2012 | Paul Wall, D-Boss | No Sleep Til Houston                               |
| "Purple Swag" (H-Town Allstar Remix) | 2012 | ASAP Rocky, Paul Wall, Killa Kyleon | Live Love Purple                                   |
| "Never Understand"                   | 2012 | Trouble | 431 Days                                           |
| "Allergic"                           | 2012 | 8Ball, Killer Mike | Premro                                             |
| "Smoked Out"                         | 2012 | David Banner, Raheem DeVaughn | Sex, Drugs & Video Games                           |
| "Go Time"                            | 2012 | Jon MCXRO | The Fifth Of Never                                 |
| "City of Lights"                     | 2012 | Celeb Forever | Make Believers                                     |
| "Bad Habits"                         | 2012 | Fat Tony, Nick Diamonds | Double Dragons                                     |
| "Candy Paint & Gold Teeth"           | 2012 | Waka Flocka Flame, Ludacris | Triple F Life: Fans, Friends & Family              |
| "Black on Black"                     | 2012 | Maybach Music Group, Gunplay, Ace Hood | Self Made Vol. 2                                   |
| "Trappin' in My Sleep"               | 2012 | Blue DaVinci, Calico Jonez, Pusha T | Tha Davinci Code                                   |
| "Need a Knot"                        | 2012 | Brother Ali | Mourning In America And Dreaming In Color          |
| "Yo Trill Shit"                      | 2012 | Styles P | The Diamond Life Project                           |
| "Busta Ass Niggas"                   | 2012 | Hit-Boy, King Chip | HITstory                                           |
| "Big Homie"                          | 2012 | Big Zak | Talk That Shit                                     |
| "Hometown Hero"                      | 2012 | D-Pryde | Flagship                                           |
| "Lights Shows"                       | 2012 | Privilege | Joe World                                          |
| "Wait A Minute"                      | 2012 | Chris Webby, Kid Ink | Bars On Me                                         |
| "What I Do"                          | 2012 | MGK, Dubo | Lace Up                                            |
| "Hustler's Ringtone"                 | 2012 | Termanology, Lil' Fame | Fizzyology                                         |
| "Yo Bitch Choose Me"                 | 2012 | Cory Mo, GLC | Country Rap Tunes 2                                |
| "Club God 2"                         | 2012 | Beat King, Kirko Bangz, Slim Thug | They Want Some                                     |
| "Street Lottery"                     | 2013 | Young Scooter | Street Lottery                                     |
| "Gotta Stay"                         | 2013 | Mayalino, Max Minelli | Bird Day                                           |
| "You Know I'm Fresh"                 | 2013 | Short Dawg | Southern Flame Spitta 5                            |
| "Kush Ups"                           | 2013 | Project Pat, Nasty Mane | Cheez N Dope                                       |
| "Violent Music" (Remix)              | 2013 | DJ Kay Slay, DJ Paul, Busta Rhymes, Vado, Gunplay | Grown Man Hip Hop Part 2 (Sleepin' With The Enemy) |
| "Time Travel" (Remix)                | 2013 | Dead Prez, Reek da Villian | Information Age                                    |
| "Snakeskin Down"                     | 2013 | La the Darkman, Styles P | Diary of A Playboy 2                               |
| "Shine On"                           | 2013 | Big K.R.I.T. | K.R.I.T. (King Remembered In Time)                 |
| "Ask Me Why"                         | 2013 | Torae | Admission of Guilt                                 |
| "Cadillac"                           | 2013 | Mayalino, Mannie Fresh | None                                               |
| "Girls With The Dirty Souths"        | 2013 | ItsTheReal | Urbane Outfitters Vol. 1                           |
| "I Been On" (Remix)                  | 2013 | Beyoncé, Z-Ro, Scarface, Willie D, Slim Thug, Lil Keke | Single                                             |
| "Love Me Now"                        | 2013 | DeLorean | Grace                                              |
| "2AM"                                | 2013 | Phil Ade | R.O.S.E. (Result Of Society’s Evils)               |
| "H-Town"                             | 2013 | Dizzee Rascal, Trae tha Truth | None                                               |
| "Funeral Season"                     | 2013 | Statik Selektah, Styles P, Hit-Boy | ' 'Extended Play                                   |
| "Easy Money"                         | 2013 | Wrekonize | The War Within                                     |
| "Bounce"                             | 2013 | Tony Touch, Twista | The Piece Maker 3: Return of the 50 MC's           |
| "Houston Tempo"                      | 2013 | Loaded Lux | You Gon Get This Work                              |
| "Roads Untraveled" (Rad Omen Remix)  | 2013 | Linkin Park | Recharged                                          |
| "Bun B speaks"                       | 2013 | Lecrae | Church Clothes 2                                   |
| "Swangin" (Remix)                    | 2013 | Stalley, Lil' Keke, Trae tha Truth Chamillionaire, E.S.G. | Single                                             |

## Filmografía
- Ghetto Stories (2010)
- Something from Nothing: The Art of Rap (2012)